# 24 janvier
Pour les articles homonymes, voir Vingt-Quatre-Janvier.
24 décembre 24 février
Chronologies thématiques
- Croisades
- Ferroviaires
- Sports
- Disney
- Anarchisme
- Catholicisme

Abréviations / Voir aussi
- (° 1852) = né en 1852
- († 1885) = mort en 1885
- a.s. = calendrier julien
- n.s. = calendrier grégorien
- Calendrier
- Calendrier perpétuel
- Liste de calendriers
- Naissances du jour

Le 24 janvier est le 24e jour de l'année du calendrier grégorien.
Il reste 341 jours avant la fin de l'année, 342 lorsqu'elle est bissextile.
C'était généralement le 5e jour du mois de pluviôse dans le calendrier républicain ou révolutionnaire français, officiellement dénommé jour du taureau.

## Événements

### Iersiècle
- 41 : assassinat de Caligula, Claude est acclamé empereur romain par la garde prétorienne et approuvé par le Sénat le lendemain.

### XIesiècle
- 1076 : début de la querelle des Investitures.

### XIIesiècle
- 1110 : bataille de Valtierra durant la Reconquista espagnole.

### XVesiècle
- 1458 : proclamation du roi Matthias Ier de Hongrie.

### XVIesiècle
- 1521 : découverte de Puka Puka par Fernand de Magellan.
- 1574 : Henri de Valois futur Henri III de France monte d'abord sur le trône de Pologne.
- 1588 : bataille de Byczyna durant la guerre de Succession de Pologne.

### XVIIesiècle
- 1679 : dissolution du Parlement cavalier.

### XVIIIesiècle
- 1742 : début du règne de Charles VII du Saint-Empire.
- 1798 : indépendance du canton de Vaud (actuelle Suisse).

### XIXesiècle
- 1848 : découverte d'or en Californie conduisant à une ruée vers l'or.
- 1900 : victoire boer à la bataille de Spion Kop pendant la seconde guerre des Boers en Afrique australe.

### XXesiècle
- 1915 : victoire de David Beatty à la bataille du Dogger Bank pendant la Première Guerre mondiale.
- 1933 : au Togo, début de la Révolte des femmes de Lomé s'opposant aux taxes imposées par la France[1].
- 1935 : à Londres, le British India Act (en) donne un statut fédéral à l'Inde.
- 1943 :
  - prise de la ville de Tripoli par les Alliés de la Seconde Guerre mondiale.
  - fin de la conférence de Casablanca au Maroc.
- 1946 : l'Assemblée générale des Nations unies décide par un vote de créer une « commission de l'énergie atomique ».
- 1949 : la Transjordanie annexe la Cisjordanie pour former le Royaume hachémite de Jordanie.
- 1953 : Penn Nouth est nommé Premier ministre du Cambodge.
- 1957 : résolution no 122 du Conseil de sécurité des Nations unies sur la relation Inde-Pakistan.
- 1960 : début de la semaine des barricades à Alger (guerre d'Algérie).
- 1968 : lancement de l'opération Coburg pendant la guerre du Viêt Nam.
- 1977 : massacre à Atocha.
- 1978 : grève générale au Nicaragua.
- 1996 : Tung Chee-Hwa est élu chef de l'exécutif de Hong Kong, pour prendre ses fonctions le 1er juillet suivant.

### XXIesiècle
- 2001 : proclamation de Joseph Kabila comme président de la République démocratique du Congo.
- 2019 : Abdullah Shah est élu 16e roi de Malaisie.
- 2021 : au Portugal, l'élection présidentielle se tient afin d'élire le président du pays pour un mandat de cinq ans. Donné largement favori, Marcelo Rebelo de Sousa remporte sans surprise l'élection dès le premier tour[2].
- 2022 : en Italie, à Rome, l'élection présidentielle débute[3].

## Arts, culture et religion
- 1118 : élection du pape Gélase II.
- 1875 : première de la pièce musicale figurative La Danse macabre composée par Camille Saint-Saëns.
- 1907 : création de la première troupe scoute par Robert Baden-Powel
- 1914 : Henri Bergson entre à l'Académie française.
- 1962 : sortie du film Jules et Jim de François Truffaut inspiré des parents allemands de Stéphane Hessel via un livre[4].
- 1974 : Roger Lemelin est admis à l'Académie Goncourt.
- 1975 : Keith Jarrett exécute le concert légendaire totalement improvisé The Köln Concert à Cologne.
- 1990 : inauguration de la Cité internationale de la bande dessinée et de l'image à Angoulême.
- 1991 : le titre musical new age Sadeness du groupe Enigma pointe en tête du Top 50 français, titre jeu de mots entre « Sade » comme le marquis de Sade et sadness ou « tristesse » en anglais[4].
- 1998 : Johnny Hallyday sort l'album Ce que je sais.

## Sciences et techniques
- 1984 : Steve Jobs présente le premier Macintosh 128K à plus de 3 000 personnes.
- 1986 : la sonde Voyager 2 passe au plus près d'Uranus et en découvre dix nouvelles lunes.

## Économie et société
- 1939 : séisme à Chillán au Chili de 8,3 degrés sur l'échelle ouverte de Richter.
- 1948 : fondation aux Pays bas du Parti populaire pour la liberté et la démocratie (VVD).
- 1961 : écrasement d'un B-52 à Goldsboro.
- 1966 : écrasement du vol Air India 101 dans le massif du Mont Blanc.
- 1999 : six membres du Comité international olympique en sont exclus pour une affaire de corruption à Salt Lake City (Utah,  États-Unis).
- 2022 : au Cameroun, au moins huit personnes sont tuées dans une bousculade à l'entrée du stade d'Olembe à Yaoundé. Le drame se produit alors que des supporters tentent d'entrer dans l'arène pour assister à un match de football entre le Cameroun et les Comores lors de la Coupe d'Afrique des nations[5].

## Naissances

### Iersiècle
- 76 : Hadrien, empereur romain de 117 à 138 († 10 juillet 138).

### XVIesiècle
- 1594 : Pierre de Marca, historien et prélat français, archevêque de Toulouse de 1652 à 1662, puis de Paris en 1662 († 29 juin 1662).

### XVIIesiècle
- 1670 : William Congreve, dramaturge britannique († 19 janvier 1729).
- 1700 : Christoph Wolle, théologien, évangéliste et écrivain allemand de confession luthérienne († 6 juillet 1761).

### XVIIIesiècle
- 1705 : Farinelli (Carlo Maria Michele Angelo Broschi dit), castrat italien († 16 septembre 1782).
- 1712 : Frédéric II, roi de Prusse de 1740 à 1786 († 17 août 1786).
- 1732 : Pierre-Augustin Caron de Beaumarchais, écrivain, dramaturge et aventurier français († 18 mai 1799).
- 1738 : Jean Nicolas Houchard, militaire français († 17 novembre 1793).
- 1752 : Muzio Clementi, pianiste et compositeur italien († 10 mars 1832).
- 1776 : Ernst Theodor Wilhelm Hoffmann, écrivain, compositeur, dessinateur et juriste allemand († 25 juin 1822).
- 1787 : Christian Ludwig Brehm, ornithologue allemand († 23 juin 1864).

### XIXesiècle
- 1822 : Bernard-Augustin de Cabannes, aristocrate et héraldiste français.
- 1828 : Dominique Racine, évêque québécois († 28 janvier 1888).
- 1840 : Arthur Buies, journaliste et pamphlétaire québécois († 26 janvier 1901).
- 1864 : Marguerite Durand, journaliste, actrice, femme politique et féministe française († 16 mars 1936).
- 1872 : Carlo Sforza, comte italien issu des Sforza, diplomate, homme politique opposant au fascisme († 4 septembre 1952).
- 1878 : Edmond-Marie Poullain, peintre français († 27 juin 1951).
- 1886 : 
  - Pierre Boven, juriste, botaniste et ornithologue suisse († 28 février 1968).
  - Henry King, réalisateur américain († 29 juin 1982).
  - Ernest Langrogne, ingénieur et chef d'entreprise français († 25 juin 1967).
- 1888 :
  - Vicki Baum, écrivaine autrichienne naturalisée américaine († 29 août 1960).
  - Ernst Heinkel, avionneur allemand († 30 janvier 1958).
- 1890 : Jeanne Humbert, militante anarchiste et pacifiste française († 1er août 1986).
- 1899 : Maxime Alexandre, poète allemand († 12 septembre 1976).

### XXesiècle
- 1901 :
  - Cassandre (Adolphe Jean Marie Mouron dit), graphiste et affichiste français († 17 juin 1968).
  - Mikhail Romm (Михаил Ильич Ромм), cinéaste soviétique († 1er novembre 1971).
- 1907 : Maurice Couve de Murville, inspecteur des finances et diplomate français, Premier ministre († 24 décembre 1999).
- 1908 : Fernand Secheer, homme politique français († 17 mars 1988).
- 1909 : Dorothy Ann Todd, actrice anglaise († 6 mai 1993).
- 1911 : René Barjavel, écrivain et journaliste français († 24 novembre 1985).
- 1914 : Georges Cravenne (Joseph Cohen), producteur et publicitaire de cinéma français († 10 janvier 2009).
- 1916 : Guy Lechasseur, homme politique et magistrat québécois († 11 février 2005).
- 1917 : 
  - Ernest Borgnine (Ermes Effron Borgnino dit), acteur américain († 8 juillet 2012).
  - Marcel Hansenne, athlète français, spécialiste du 800 m († 22 mars 2002).
- 1922 : Blaga Aleksova, archéologue macédonienne († 12 juillet 2007).
- 1923 : Victor Vivier, poète français († 10 février 2003).
- 1926 : Georges Lautner, réalisateur et scénariste français († 22 novembre 2013).
- 1927 : Jean Raine (Jean-Philippe Robert Geenen dit), peintre, poète et écrivain belge († 30 juin 1986).
- 1928 :
  - Desmond Morris, zoologiste, écrivain et peintre anglais.
  - Michel Serrault, acteur français († 29 juillet 2007).
- 1931 :
  - Lars Hörmander, mathématicien suédois († 25 novembre 2012).
  - Edmond Maire, dirigeant syndicaliste français († 1er octobre 2017).
  - Jean Maheu, haut fonctionnaire français, directeur de Radio France et du Centre Pompidou († 9 janvier 2022).
- 1932 : Éliane Radigue, compositrice française.
- 1933 : Claude Préfontaine, acteur québécois († 5 janvier 2013).
- 1934 : Leonard Goldberg, producteur américain de cinéma et de télévision († 4 décembre 2019).
- 1936 : Marc Censi, homme politique français.
- 1937 : Marie-Pierre Casey, comédienne et humoriste française.
- 1938 : Claude Gaignebet, folkloriste et mythologue français († 5 février 2012).
- 1939 : Ray Stevens (Harold Ray Ragsdale dit), compositeur et interprète américain.
- 1940 : Joachim Gauck, pasteur allemand président de la République fédérale d'Allemagne de 2012 à 2017.
- 1941 :
  - Neil Diamond, auteur-compositeur et interprète américain.
  - Aaron Neville, chanteur américain.
  - Gary K. Wolf, humoriste et auteur américain de « Qui a censuré Roger Rabbit ? » ensuite adapté au cinéma.
- 1943 :
  - Peter Struck, homme politique allemand († 19 décembre 2012).
  - Sharon Tate, actrice américaine († 9 août 1969).
- 1944 : David Gerrold, écrivain et scénariste américain.
- 1946 : Michael Ontkean, acteur canadien.
- 1947 : Paul Schoenfield, compositeur américain.
- 1949 :
  - John Belushi, acteur, humoriste et chanteur américain († 5 mars 1982).
  - Guy Charron, joueur et entraîneur québécois de hockey sur glace.
- 1950 : Daniel Auteuil, homme de théâtre et de cinéma français.
- 1952 :
  - Raymond Domenech, footballeur et entraîneur français.
  - William Francis Readdy, astronaute américain.
- 1953 : Moon Jae-in, avocat et homme politique sud-coréen élu président de la Corée du Sud en 2017.
- 1955 : 
  - Véronique Béliveau (Nicole Monique dite), chanteuse et animatrice québécoise.
  - Jim Montgomery, nageur américain triple champion olympique.
- 1956 : 
  - Gerda Gabriel,chanteuse allemande.
  - Lounès Matoub ou Matoub Lounès (ⵍⵡⴻⵏⵏⴰⵙ ⵎⴰⵜⵓⴱ), chanteur kabyle algérien († 25 juin 1998).
- 1957 : Carole Varenne, ancienne speakerine française de télévision.
- 1958 : Daniel Jean-Paul « Danny » Geoffrion, hockeyeur professionnel québécois.
- 1959 : Bruno Landry, humoriste québécois (Rock et Belles Oreilles).
- 1961 : Nastassja Kinski (Nastassja Nakszynski dite), actrice allemande.
- 1963 : Muriel Moreno (Muriel Laporte dite), chanteuse française du groupe Niagara.
- 1964 : Stefano Cerioni, fleurettiste italien double champion olympique.
- 1966 : 
  - Karin Viard, actrice française.
  - Michael Forgeron, rameur d'aviron canadien champion olympique.
- 1967 :
  - Phil LaMarr, acteur et scénariste américain.
  - John Myung, musicien américain, bassiste du groupe Dream Theater.
  - Viktor Reneysky, céiste biélorusse champion olympique.
- 1968 : Mary Lou Retton, gymnaste américaine championne olympique.
- 1969 : Annette Klug, fleurettiste allemande championne olympique.
- 1970 : Matthew Lillard, acteur américain.
- 1972 : Ulla Werbrouck, judokate belge championne olympique.
- 1975 : Rónald Gómez, footballeur costaricien.
- 1976 :
  - Laure Belleville, mannequin français.
  - Shae-Lynn Bourne, patineuse artistique canadienne.
- 1977 : Xiao Hailiang, plongeur chinois, champion olympique.
- 1979 : Thomas George « Tom » Kostopoulos, hockeyeur professionnel canadien.
- 1980 : Miss Espoir, autrice-compositrice-interprète béninoise.
- 1984 : Benoît Huot, nageur paralympique québécois.
- 1985 : 
  - Étienne Brower, basketteur français.
  - Karis Paige Bryant : Actrice américaine.
- 1986 : Mischa Barton, actrice américaine.
- 1987 :
  - Luis Suárez, footballeur uruguayen.
  - Kia Vaughn, basketteuse américaine.
  - Guan Xin / 关馨, basketteuse chinoise.
- 1988 : DaJuan Summers, basketteur américain.
- 1989 :
  - Samba Diakité, footballeur franco-malien.
  - Trevor Mbakwe, basketteur américain.
- 1991 :
  - Yannis Salibur, footballeur français.
  - Li Xuerui / 李雪芮, joueuse de badminton chinoise.
- 1992 : Billy Yakuba Ouattara, basketteur français.
- 1993 : Devon Van Oostrum, basketteur anglais.
- 1995 : Callan McAuliffe, acteur australien.
- 1996 : Patrik Schick, footballeur tchèque.
- 1997 :
  - Jonah Bobo, acteur américain.
  - Luna Rival, actrice pornographique française.
- 1999 : Shirine Boukli, judokate française.

### XXIesiècle
- 2008 : Ibrahim Mbaye, footballeur français.
- 2012 : Athena, princesse de Danemark.

## Décès

### Iersiècle
- 41 : Caligula, empereur romain de 37 à 41 (° 31 août 12).

### VIIIesiècle
- 772 : Étienne III, 94e pape de 767 à 772 (° v. 720).

### XIesiècle
- 1002 : Otton III, empereur germanique de 996 à 1002 (° 980).

### XIIIesiècle
- 1233 : Orson de Nemours, grand chambellan de France (° vers 1165).
- 1237 : Barthélemy de Roye, grand chambrier de France (° vers 1170).
- 1276 : Valéran II de Nassau, comte de Nassau (° en 1220).

### XVIesiècle
- 1556 : Humâyûn (نصیرالدین محمد همایون), empereur moghol de 1531 à 1540 (° 6 ou 17 mars 1508).
- 1595 : Ferdinand de Tyrol, archiduc d'Autriche, régent du Tyrol (° 14 juin 1529).

### XVIIesiècle
- 1639 : Georg Jenatsch, homme politique suisse (° 1596).

### XVIIIesiècle
- 1709 : George Rooke, amiral britannique (° 1650).
- 1757 : Francesco Robba, sculpteur italien (° 1er mai 1698).
- 1769 : François de Chevert, militaire français (° 2 février 1695).

### XIXesiècle
- 1824 : Ercole Consalvi, cardinal italien (° 8 juin 1757).
- 1870 : Pauline Appert,  artiste peintre française (° 1803).
- 1883 : Friedrich von Flotow, compositeur allemand (° 27 avril 1812).
- 1885 :
  - Antoine Brossard, architecte français (° 2 novembre 1800).
  - Martin Delany, abolitionniste américain (° 6 mai 1812).
  - Louis Paul Pierre Dumont, peintre et illustrateur français (° 17 décembre 1822).
- 1886 :
  - Walter Burrell, avocat et homme politique anglais (° 26 octobre 1814).
  - Rosaline-Théodorine Thiesset (Mademoiselle Théodorine, Madame Mélingue), actrice française (° 24 décembre 1813).
  - Ilia Nikolaïevitch Oulianov, haut fonctionnaire russe de l'éducation, père d'Alexandre et de Lénine (° 31 juillet 1831).
  - Sebastiano Tecchio, avocat et homme politique italien (° 3 janvier 1807).

### XXesiècle
- 1920 : Amedeo Modigliani, peintre et sculpteur italien (° 12 juillet 1884).
- 1924 : Marie-Adélaïde, grande-duchesse du Luxembourg de 1912 à 1919 (° 14 juin 1894).
- 1925 : Guy de Fontgalland, catholique français, « petit Serviteur de Dieu » (° 30 novembre 1913).
- 1939 : Maximilian Bircher-Benner, nutritionniste suisse (° 22 août 1867).
- 1941 : Laura Martínez de Carvajal, première femme médecin et première ophtalmologiste cubaine (° 27 août 1869).
- 1944 : Tano Genaro, musicien argentin (° 17 février 1886).
- 1947 : August Meyszner, officier de la gendarmerie fédérale autrichienne (° 3 août 1886).
- 1960 : Edwin Fischer, pianiste et chef d'orchestre suisse (° 6 octobre 1886).
- 1961 : Alfred Carlton Gilbert, athlète américain (° 13 février 1884).
- 1962 : Stanley Lord, officier de marine britannique (° 13 septembre 1877).
- 1964 : Louisa Durrell, romancière indienne, mère de Lawrence, Margaret et Gerald Durrell (° 16 janvier 1886).
- 1965 : Winston Churchill, militaire, Premier ministre du Royaume-Uni et prix Nobel de littérature (° 30 novembre 1874).
- 1966 : Homi Jehangir Bhabha (होमी जहांगीर भाभा), physicien indien (° 30 octobre 1909).
- 1971 : Bill W. (en) (William Griffith Wilson), citoyen américain cofondateur des Alcooliques anonymes (° 26 novembre 1895).
- 1982 : 
  - Alfredo Ovando Candia, militaire et président de la Bolivie de 1965 à 1966 (° 6 avril 1918).
  - Julian Snow, homme politique britannique (° 24 février 1910).
- 1983 : George Cukor, réalisateur américain (° 7 juillet 1899).
- 1986 :
  - L. Ron Hubbard (Lafayette Ronald Hubbard), écrivain américain, fondateur de la scientologie (° 13 mars 1911).
  - Gordon MacRae, acteur et chanteur américain (° 12 mars 1921).
  - Alfred Schlemm, général d'armée allemand (° 18 décembre 1894).
  - Jacques Trémolin (M. de Sugny), résistant français, conteur et chroniqueur animalier de TV pour enfants (° 1er novembre 1910).
- 1989 :
  - Ted Bundy, tueur en série américain (° 24 novembre 1946).
  - George Knudson (en), golfeur professionnel canadien (° 28 juin 1937).
  - Suzet Maïs (Suzette Roux dite), actrice française (° 31 janvier 1908).
  - Sacha Poutria, artiste ukrainienne de citoyenneté soviétique (° 2 décembre 1977).
- 1992 : Kenneth Lorin « Ken » Darby, compositeur américain (° 13 mai 1909).
- 1993 : Thurgood Marshall, avocat américain, premier juge noir de la Cour suprême des États-Unis (° 2 juillet 1908).
- 1994 : Yves Navarre, écrivain français, prix Goncourt 1980 (° 24 septembre 1940).
- 1995 : David Cole (en), compositeur et réalisateur artistique américain (° 3 juin 1962).
- 1996 :
  - Yelisaveta Bagryantseva, athlète de lancer de disque soviétique puis russe (° 27 août 1929).
  - André Deforge, cycliste sur route français (° 4 mars 1914).
  - Sándor Iharos, athlète de demi-fond et fond hongrois (° 10 mars 1930).
  - Evaristo Márquez Contreras, sculpteur espagnol (° 3 février 1929).
- 1997 :
  - Jean Dauby, poète français (° 13 mars 1919).
  - Suzy Vernon, actrice française (° 26 juin 1901).
- 1998 :
  - Nodar Akhalkatsi, footballeur puis entraîneur soviétique puis géorgien (° 2 janvier 1938).
  - Walter Bishop Jr, pianiste et compositeur américain (° 10 avril 1927).
- 1999 :
  - Werner Jacobs, réalisateur allemand (° 24 avril 1909).
  - Roger Rondeaux, cycliste sur route et de cyclo-cross français (° 15 avril 1920).

### XXIesiècle
- 2002 :
  - Stuart Burge, acteur, producteur et réalisateur britannique (° 15 janvier 1918).
  - Nunzio Filogamo, acteur, chanteur et présentateur de télé italien (° 20 septembre 1902).
  - Peter Gzowski, journaliste, animateur de radio et écrivain canadien (° 13 juillet 1934).
  - Elie Hobeika, homme politique libanais (° 22 septembre 1956).
  - Edgar Ritchie (en), diplomate canadien (° 30 décembre 1916).
  - Kurt Schaffenberger, dessinateur américain (° 15 décembre 1920).
  - Gregorio Walerstein, scénariste et producteur de cinéma mexicain (° 22 février 1913).
- 2003 :
  - Gianni Agnelli, industriel italien (° 12 mars 1921).
  - Henri Krasucki, syndicaliste français (° 2 septembre 1924).
  - Bobbi Trout, aviatrice américaine (° 7 janvier 1906).
- 2004 :
  - Leônidas da Silva, footballeur brésilien (° 6 septembre 1913).
  - Abdel Rahman Mounif, économiste, homme politique, journaliste, intellectuel et littérateur critique saoudien (° 29 mai 1933).
  - Raquel Revuelta, actrice cubaine (° 14 novembre 1925).
  - Jack Tunney, promoteur de réunions de catch canadien (° 21 janvier 1935).
- 2005 : June Bronhill, soprano australienne (° 26 juin 1929).
- 2006 :
  - Schafik Handal, homme politique salvadorien (° 13 octobre 1930).
  - Carlos Martínez, joueur de baseball vénézuélien (° 11 août 1965).
  - Fayard Nicholas, danseur de claquettes afro-américain (° 20 octobre 1914).
  - Christopher Shannon « Chris » Penn, acteur américain (° 10 octobre 1965).
  - Nicholas John Shackleton, géologue et climatologue britannique (° 23 juin 1937).
- 2007 :
  - Pierre Cabanne, journaliste français (° 23 septembre 1921).
  - İsmail Cem, homme politique turc (° 15 février 1940).
  - Jean-François Deniau, homme politique et académicien français (° 31 octobre 1928).
  - Krystyna Feldman, actrice polonaise (° 1er mars 1916).
  - Adolf Frohner, peintre autrichien (° 12 mars 1934).
  - Wolfgang Iser, linguiste et critique littéraire allemand (° 22 juillet 1926).
  - Bryan Kocis, producteur de films américain (° 28 mai 1962).
  - Guadalupe Larriva, femme politique équatorienne (° 28 juillet 1956).
  - Emiliano Mercado del Toro, citoyen portoricain, doyen de l'humanité en 2006 et 2007 (° 21 août 1891).
- 2008 : Louis-Philippe de Grandpré, avocat et juge québécois (° 6 février 1917).
- 2009 : Marie Glory (Raymonde Louise Marcelle Toully), actrice un temps doyenne du cinéma français (° 3 mars 1905).
- 2010 : Pernell Roberts, acteur américain (° 18 mai 1928).
- 2012 :
  - Theodoros « Theo » Angelopoulos (Θεόδωρος Αγγελόπουλος), cinéaste grec (° 27 avril 1935).
  - James Farentino (Ferdinand Anthony Ferrandino dit), acteur américain (° 24 février 1938).
- 2015 : Toller Cranston, patineur artistique canadien (° 20 avril 1949).
- 2017 :
  - Jean-Olivier Héron, illustrateur, éditeur et écrivain français (° 24 avril 1938).
  - Butch Trucks, musicien américain du groupe The Allman Brothers Band (° 11 mai 1947).
- 2018 : Michel Muller, acteur et humoriste français (° 26 janvier 1935).
- 2021 : Nikolay Chebotko, fondeur kazakh (° 29 octobre 1982).
- 2022 : Fatma Girik, actrice de l'âge d'or du cinéma turc, animatrice de télévision et femme politique (° 12 décembre 1942).

## Célébrations

### Internationales
- Nations unies : journée internationale de l'éducation[6].
- Journée internationale du sport féminin, initiée en France par le Conseil supérieur de l'audiovisuel en 2014[7].

### Nationales
- Bolivie : Alasitas ou « fête des miniatures ».
- Canton de Vaud (Suisse, Europe) : fête de l'indépendance.
- Extrême-Orient : date possible pour le début du nouvel an asiatique, entre  20 janvier et 20 février au gré de la Lune.

### Religieuses
- Fêtes religieuses romaines : entre 24 et 26 ianuarius, possible jour de la première moitié des Sementivae (en), Feriae Sementivae, Sementina dies ou Paganalia, jours et fêtes annuelles de semences en l'honneur de la déesse de la Terre Mère, Mère Terre (ou) Tellus équivalente de la Gaïa grecque (seconde moitié honorant Cérès ou Déméter à partir du 2 février ou februarius suivant).

### Saints des Églises chrétiennes

#### Saints des Églises catholiques et orthodoxes
Saints des Églises catholiques et orthodoxes :
- Babylas d'Antioche († 250), évêque à Antioche, et les trois enfants Urbain, Prilidien et Épolone, martyrs à Antioche.
- Bertrand de Cambrai († VIIe siècle), fondateur de l'abbaye Saint-Bertin.
- David d'Arménie († 694), père de famille martyr à Dwin en Arménie.
- Exupérance de Cingoli (it) († Ve siècle), évêque de Cingoli.
- Félicien de Foligno († 251), évêque de Foligno et martyr sous Dèce.
- Guasacht († IVe siècle), évêque de Longford.
- Léobard († 593), reclus.
- Macédone († 430), ermite dans la région d'Antioche.
- Manchan († 653), abbé du monastère de Liath-Manchain en Irlande.
- Marcoine († ?), Musone, Eugène et Métellus, martyrs à Néocésarée.
- Savinien de Rilly († 275), martyr à Rilly-Sainte-Syre.
- Suran († VIe siècle), abbé et martyr.
- Zamas de Bologne (it) († IVe siècle), 1er évêque de Bologne.
- Zosime de Césarée (VIe siècle), évêque de Babylone.

#### Saints et bienheureux des Églises catholiques
Saints et bienheureux des Églises catholiques :
- François de Sales († 1622), évêque de Genève, cofondateur de l'ordre de la Visitation, Docteur de l'Église et saint patron de la Savoie (statue proche du vieux centre d'Annecy).
- Guillaume Ireland († 1679), bienheureux jésuite et Jean Grove son domestique, martyrs à Tyburn (voir aussi 22 et 23 janvier).
- Joseph-Timothée Giaccardo († 1948), prêtre de la société de saint Paul.
- Marcolin de Forlì († 1397), bienheureux religieux dominicain italien.
- Marie Poussepin († 1744), bienheureuse religieuse française fondatrice des dominicaines de la présentation de Tours.
- Nuccia Tolomeo († 1997), bienheureuse laïque italienne.
- Paul Chong († 1840), jeune martyr à Séoul.
- Paule Gambara Costa († 1515), bienheureuse laïque italienne membre du tiers-ordre franciscain à Binasco[10].
- Timothée Giaccardo († 1948), bienheureux prêtre italien.
- Vincent Lewoniuk († 1874) et ses compagnons, bienheureux martyrs de Pratulin.

#### Saints orthodoxes,aux dates parfois"juliennes"ou orientales
Saints orthodoxes :
- David IV de Géorgie dit « le Bâtisseur », « le Reconstructeur » ou « le Réparateur » († 1130), roi de Géorgie dans le Caucase, qui édifia le monastère de Ghélati où il mourut ; fêté le 26 janvier en Orient.
- Jean de Kazan († 1529), pris en otage à Nijni Novgorod par les Tatars musulmans, martyr à Kazan.
- Néophyte le Reclus († vers 1214), ascète sur l'île de Chypre, fondateur du monastère de la Nouvelle-Sion près de Paphos.
- Xenia de Saint-Pétersbourg — ou « Xenia » — († vers 1803 ou 1806), ascète folle en Christ ; fêtée aussi le 11 septembre.

### Prénoms du jour[Où?]
Bonne fête aux François et toutes ses variantes, dérivés (voir 4 octobre, 3 décembre, 9 mars, etc.).
Et aussi aux :
- Babylas et sa variante Babel ;
- aux Kadeg et ses variantes ou dérivés autant bretons : Cado, Cadoc, Caduad, Cast, Kado, Kadog, Kadoù, Kast, etc.
- Aux Léobard et ses variantes Libert, Liébard, Liébert, Lyobart, etc.

## Traditions et superstitions

### Dicton
- « Neige de saint Babylas, bien souvent on s'en lasse. »[11] (dicton d'Anjou)

### Astrologie
- Signe du zodiaque : 4e jour du signe astrologique du Verseau.

## Toponymie
- Plusieurs voies, places, sites ou édifices de pays ou provinces francophones contiennent la date du jour dans leur nom : voir Vingt-Quatre-Janvier .